# Cyclocephala labidion
Cyclocephala labidion är en skalbaggsart som beskrevs av Brett C.Ratcliffe 2003. Cyclocephala labidion ingår i släktet Cyclocephala och familjen Dynastidae. Inga underarter finns listade i Catalogue of Life.